# Edmond de Goncourt
Edmond Louis Antoine Huot de Goncourt (ur. 26 maja 1822 w Nancy, zm. 16 lipca 1896 w Champrosay) – francuski pisarz, krytyk literacki i wydawca. Starszy brat Jules’a de Goncourt. 
Utworzył Académie Goncourt. Ufundował nagrodę Prix Goncourt przyznawaną przez tę akademię za „najwybitniejsze francuskojęzyczne dzieło literackie”. Nagrodę przyznaje się co roku w grudniu, od 1903 roku. Do laureatów należą m.in. Marcel Proust, Simone de Beauvoir, Michel Tournier, Marguerite Duras i Romain Gary (ten ostatni dwa razy).